# Agarodes crassicornis
Agarodes crassicornis là một loài Trichoptera trong họ Sericostomatidae. Chúng phân bố ở miền Tân bắc.